# Mythimna kambaitiana
Mythimna kambaitiana är en fjärilsart som beskrevs av Emilio Berio 1973. Mythimna kambaitiana ingår i släktet Mythimna och familjen nattflyn. Inga underarter finns listade i Catalogue of Life.